# Zygmunt Albert
Zygmunt Albert (ur. 30 października 1908 w Turce, zm. 7 października 2001 w Bremie) – polski lekarz patolog, profesor nauk medycznych i badacz, historyk medycyny.

## Życiorys
Syn Leopolda. W 1934 ukończył studia medyczne na Wydziale Lekarskim Uniwersytetu Jana Kazimierza we Lwowie, po czym został pracownikiem Zakładu Anatomii Patologicznej tej uczelni (od 1934 do 1945, przy czym w okresie okupacji sowieckiej Lwowa Wydział Lekarski UJK został przekształcony w Lwowski Państwowy Instytut Medyczny, zaś w czasie okupacji niemieckiej w Państwowe Medyczno-Przyrodnicze Kursy we Lwowie).
Był jednym z naocznych świadków mordu 23 profesorów lwowskich i członków ich rodzin na Wzgórzach Wuleckich w nocy z 3 na 4 lipca 1941 dokonanego przez Einsatzkommando zur besonderen Verwendung, specjalną jednostkę policyjną Sicherheitsdienst – policji bezpieczeństwa III Rzeszy. Dzięki zebranym przez niego dokumentom (w tym relacjom innych naocznych świadków, członków rodzin zamordowanych, żydowskich uczestników ekshumacji zwłok) powstało na ten temat szereg artykułów i publikacji jego autorstwa.
Po wyjeździe ze Lwowa (18 grudnia 1945) do Wrocławia, objął kierownictwo Katedry i Zakładu Anatomii Patologicznej na Wydziale Lekarskim Uniwersytetu i Politechniki we Wrocławiu. W latach 1949–1979 był kierownikiem Zakładu Anatomii Patologicznej Akademii Medycznej we Wrocławiu (1950–1954 pierwszy rektor Akademii). W okresie od 1954 do 1970 był kierownikiem Zakładu Onkologii Doświadczalnej w Instytucie Immunologii i Terapii Doświadczalnej Polskiej Akademii Nauk im. L. Hirszfelda we Wrocławiu. W latach 1963–1985 był członkiem Polskiej Akademii Nauk. Wiosną 1981 wyjechał do RFN, gdzie do końca życia mieszkał pod Bremą wraz z synem i rodziną, przez kilka lat współpracując z patologami z Wielkiej Brytanii i prowadząc prace badawcze z zakresu historii medycyny. Specjalista i autor prac specjalistycznych głównie z dziedziny onkologii.
Ponadto autor:
- Wydział lekarski UJK podczas okupacji hitlerowskiej 1941–1944 Wrocław 1975, Zakład Narodowy im. Ossolińskich (wersja elektroniczna )
- Kaźń profesorów lwowskich - lipiec 1941 / studia oraz relacje i dokumenty zebrane i oprac. przez Zygmunta Alberta Wrocław 1989, Wydawnictwo Uniwersytetu Wrocławskiego, ISBN 83-229-0351-0 (fragmenty w wersji elektronicznej )

## Ordery i odznaczenia
- Krzyż Komandorski Orderu Odrodzenia Polski
- Krzyż Oficerski Orderu Odrodzenia Polski (dwukrotnie: 22 lipca 1950[2], 9 lipca 1954[3])
- Złoty Krzyż Zasługi (26 listopada 1951)[4]
- Brązowy Medal „Za zasługi dla obronności kraju”
- Odznaka 1000-lecia Państwa Polskiego
- Odznaka honorowa „Za wzorową pracę w służbie zdrowia”
- odznaka „XV-lecia Odzyskania Dolnego Śląska”
- Odznaka Budowniczy Wrocławia
- Medal Akademii Medycznej z okazji obchodów XXV-lecia Akademii Medycznej we Wrocławiu